# Fjällstuga
En fjällstuga (alternativt alpstuga) är en stuga belägen i bergs- eller fjällmiljöer avsedd för övernattning åt vandrare, skidåkare eller övriga fjällfarare. Fjällstugor drivs ofta av en turistförening eller alpin förening. I Norge driver Den Norske Turistforening ett stort antal stugor, och i Sverige drivs många av Svenska Turistföreningen.
Fjällstugor brukar ha någon sorts platsgaranti då de ofta ligger i exponerade miljöer. På grund av exponeringen brukar fjällstugor ha begränsade öppettider beroende på säsong. Den service som erbjuds varierar: en del stugor erbjuder bara tak över huvudet, andra har någon typ av matförsäljning.

## Galleri

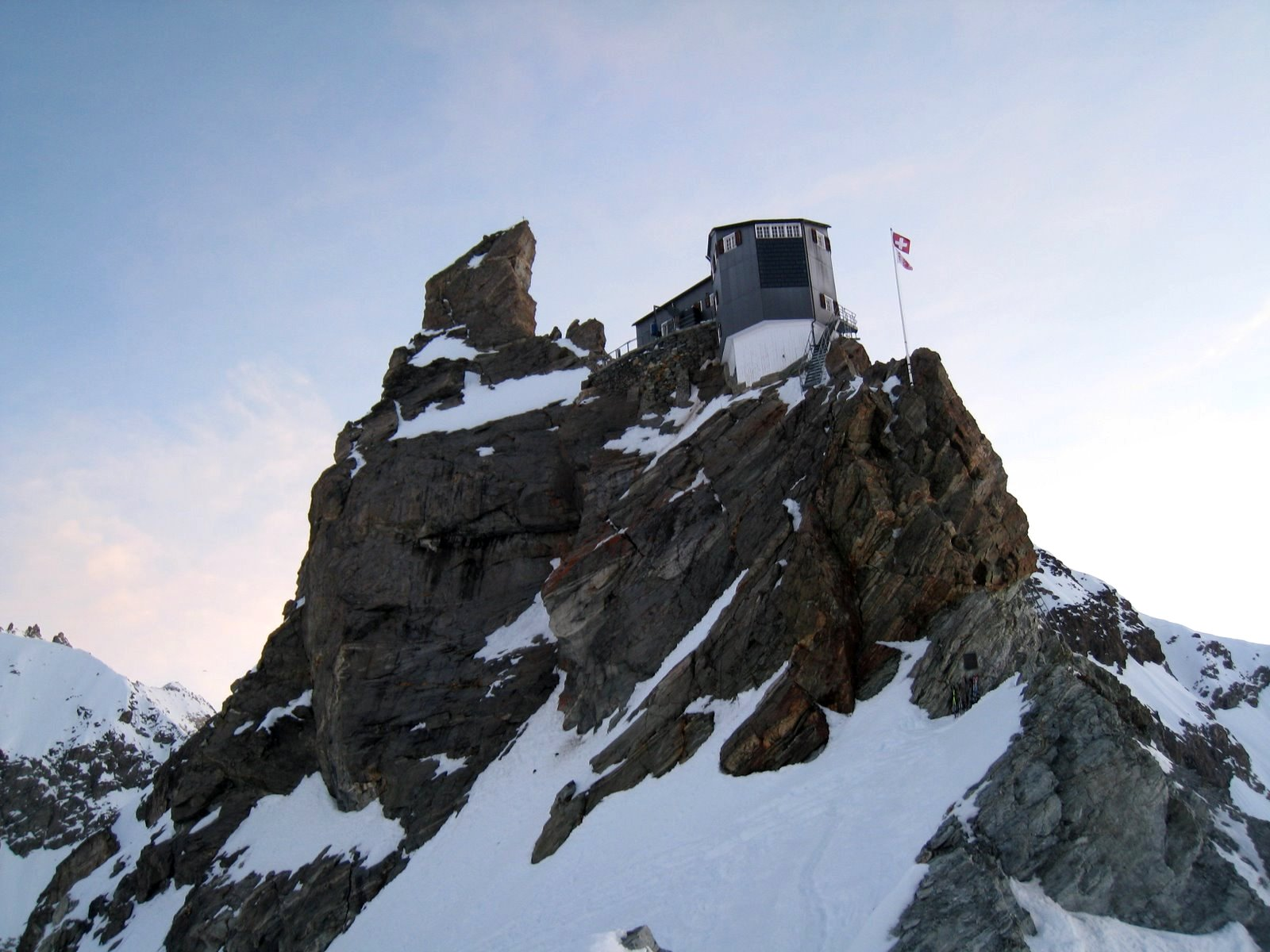
Bertolstugan i de schweiziska alperna
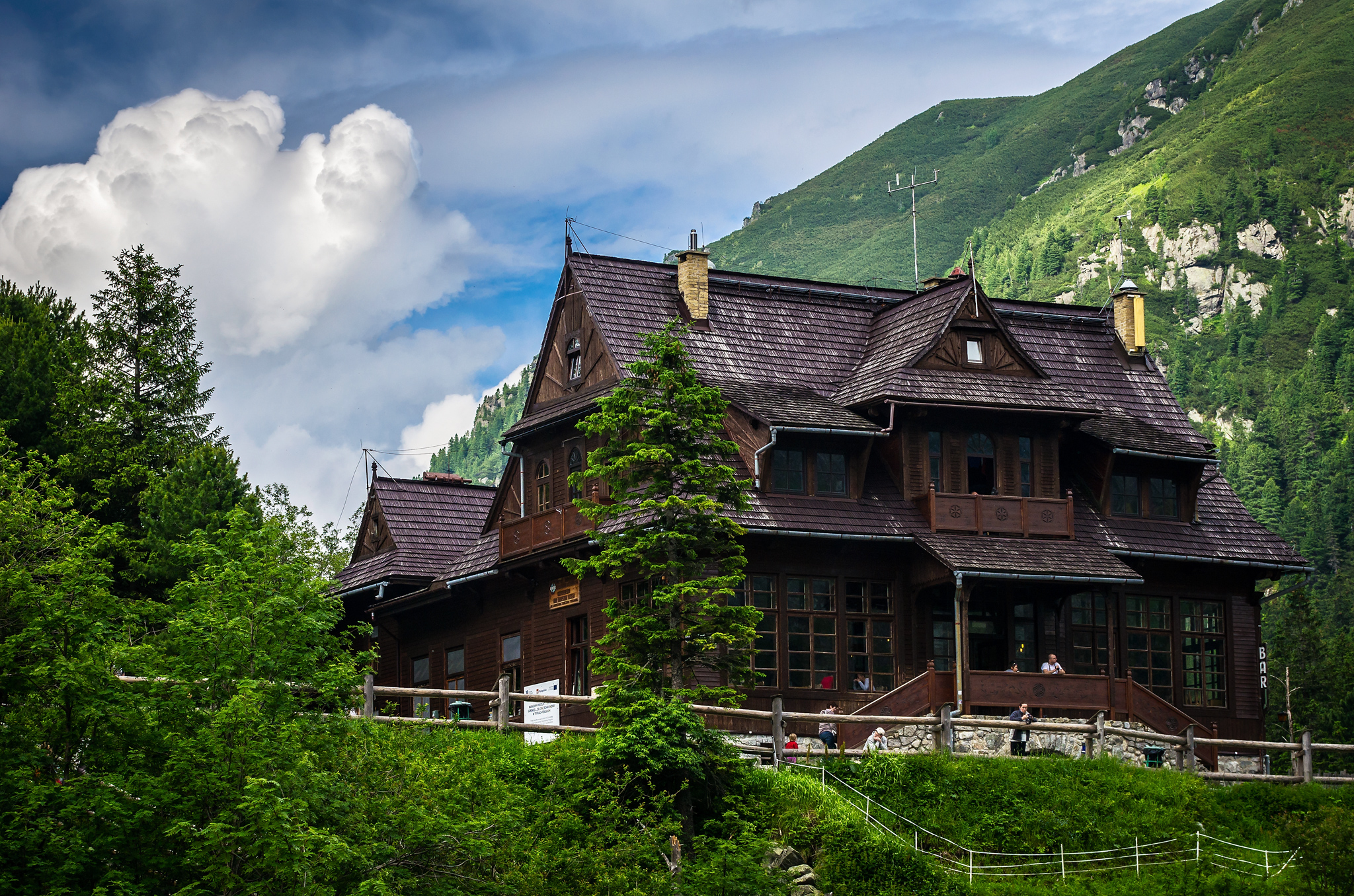
Morskie Okostugan i Polen
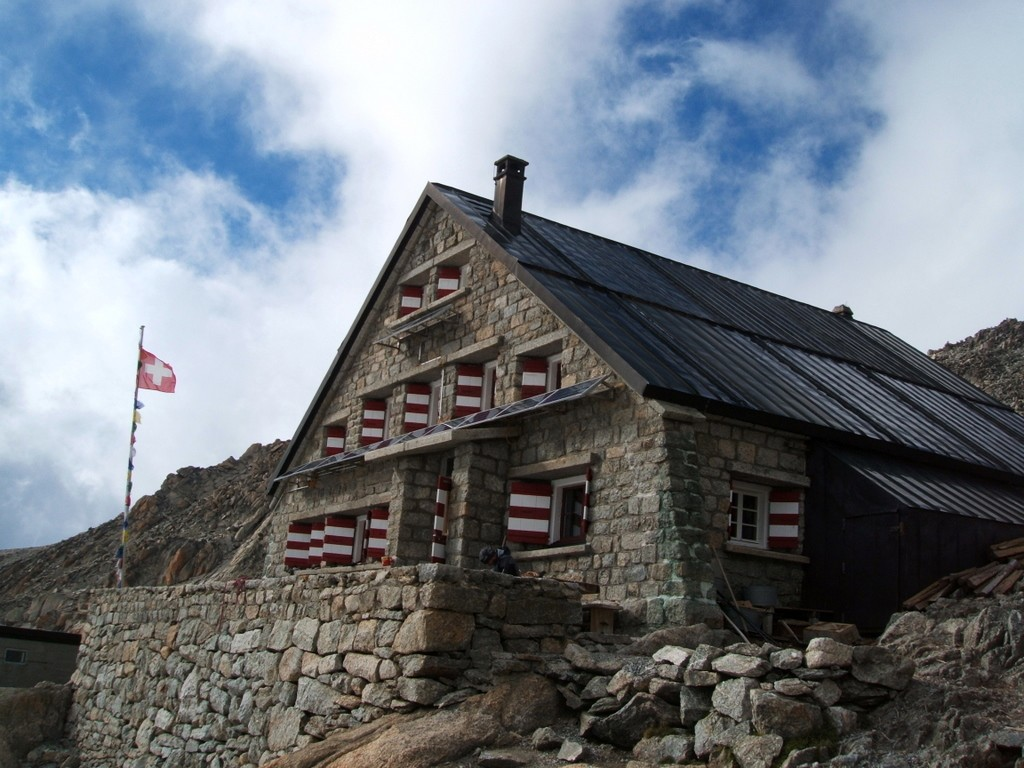
Cabane du Trient, Schweiz
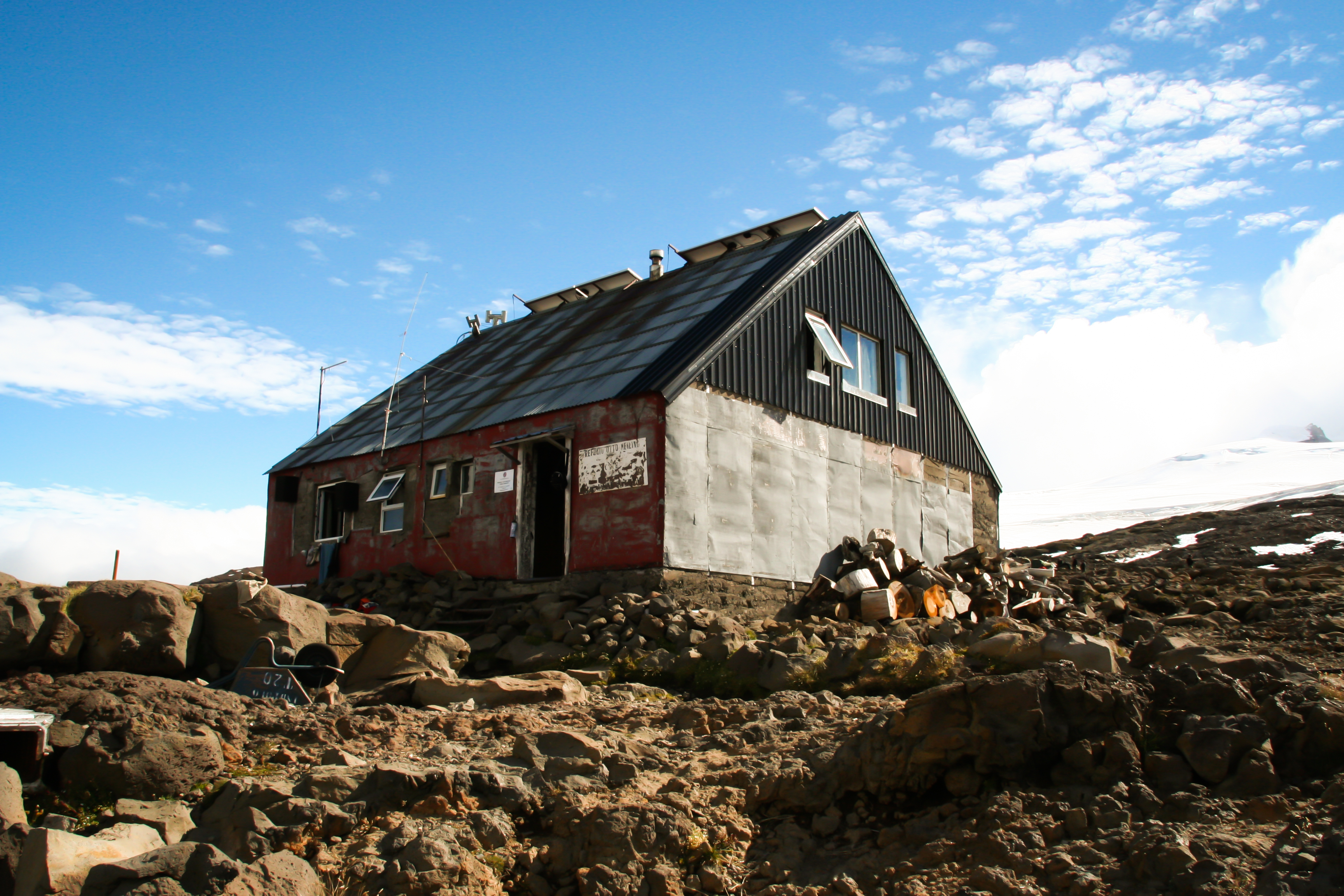
Ett så kallat refugio på toppen av Tronador
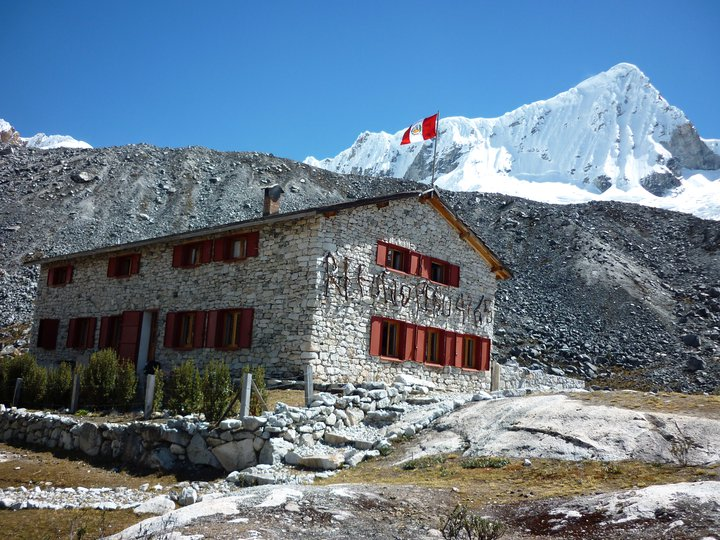
Refugio Perú i Ancash, Perú
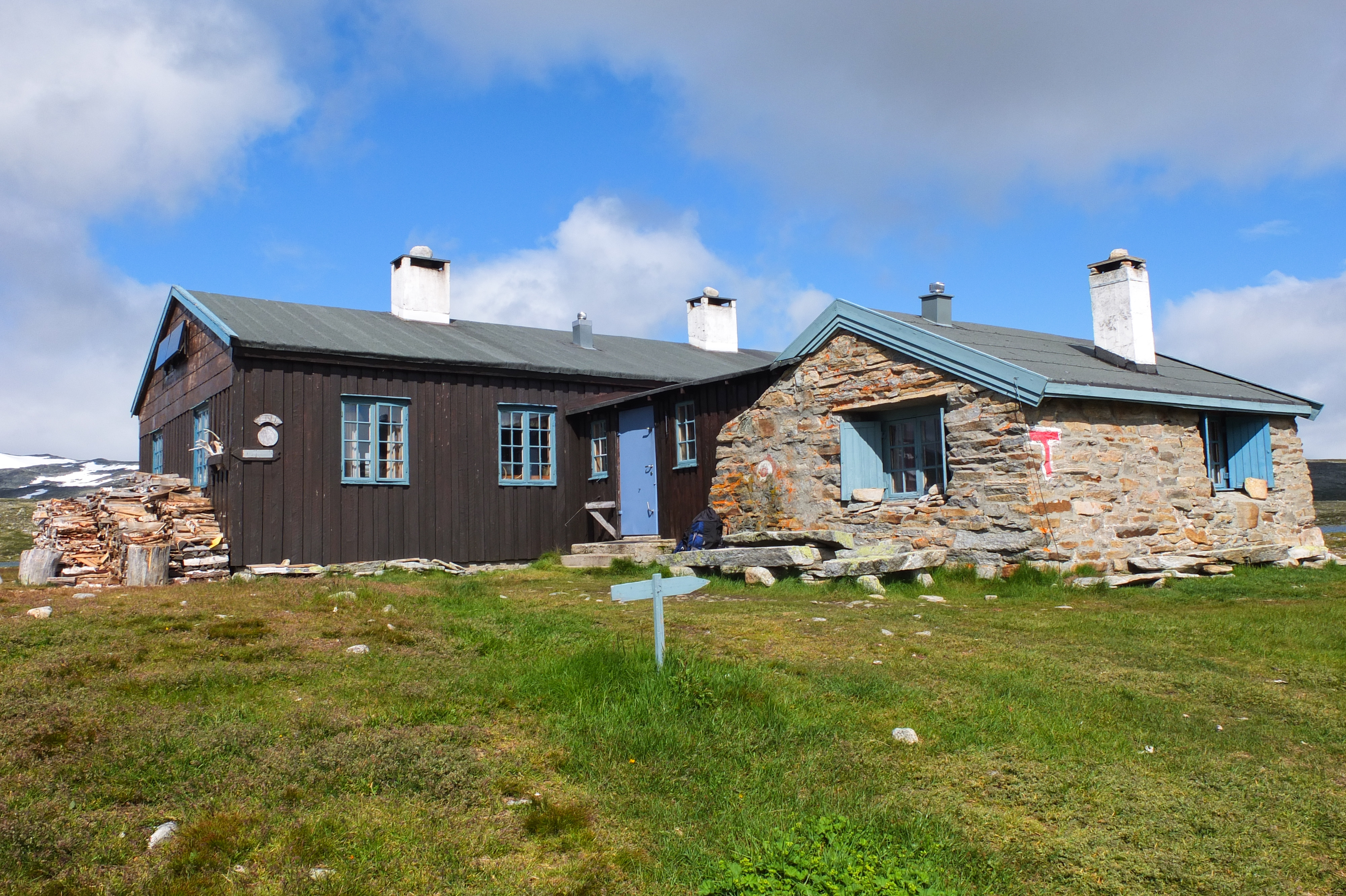
Åmotdalshytta vid Åmotdalsvannet i Dovrefjell, Norge är en självbetjäningsstuga.
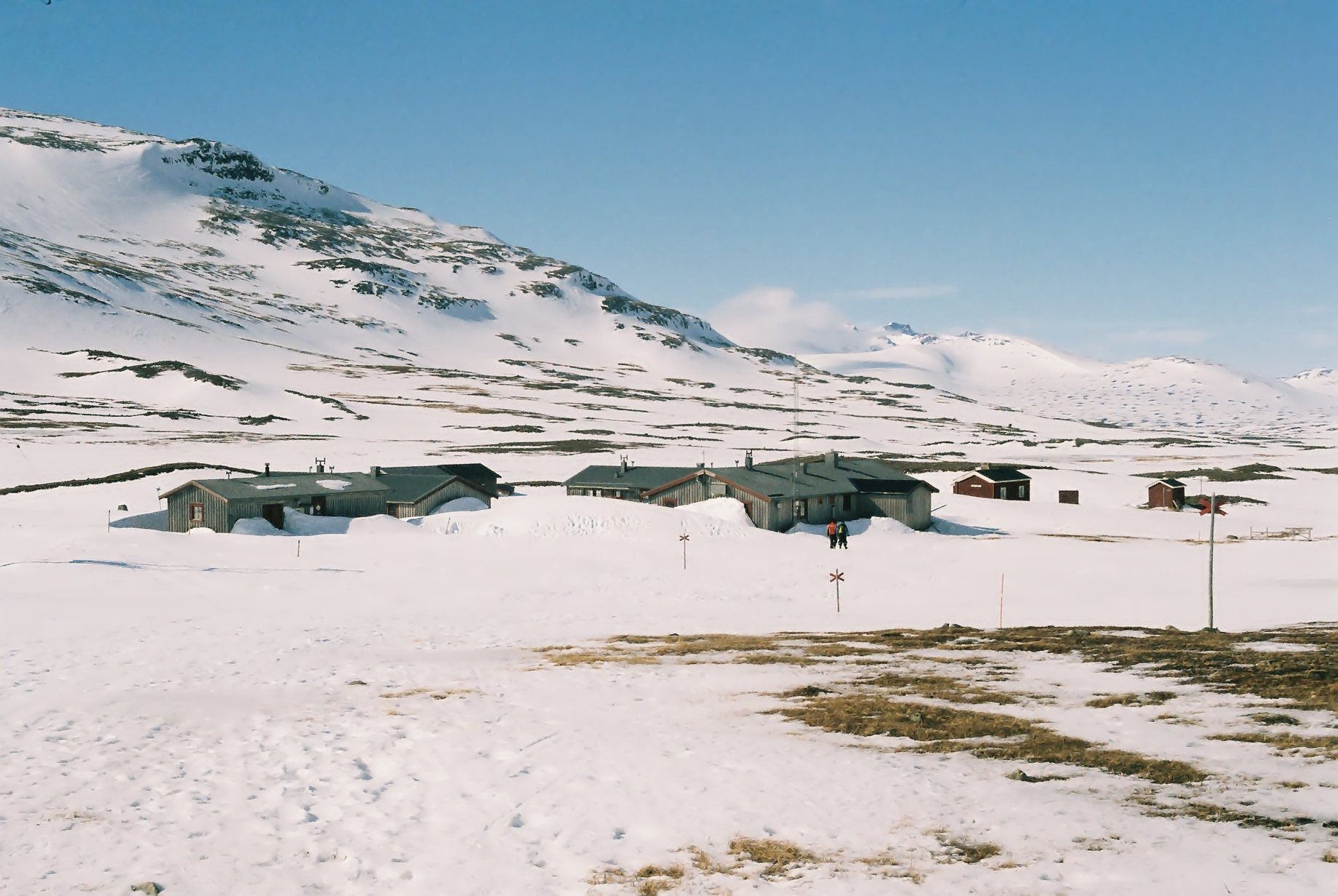
Helags fjällstation är en fjällstation med restaurangservering
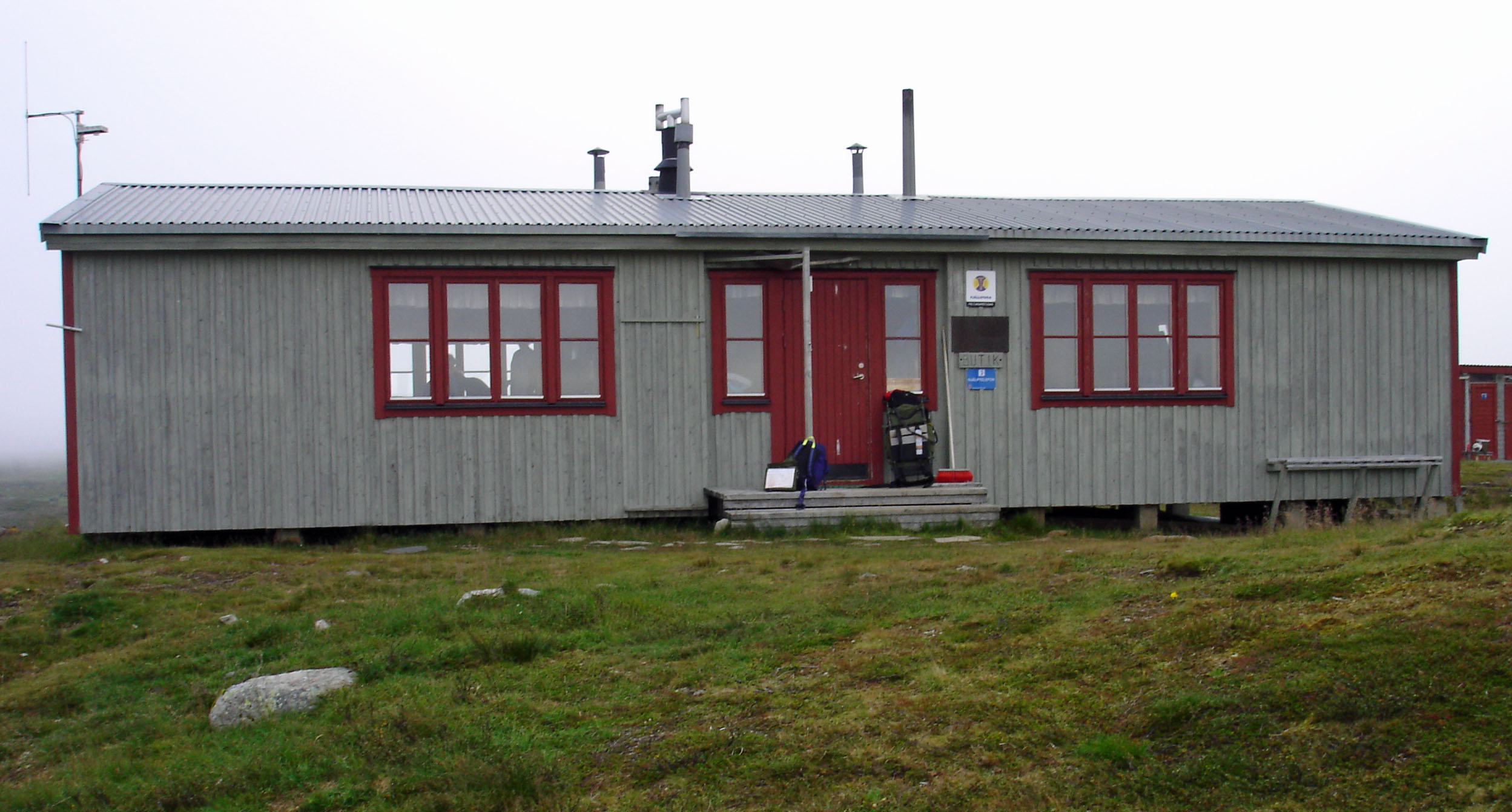
Fältjägaren fjällstuga i Sverige är av Svenska Turistföreningens typstugemodell Fjällstuga 65